# Wicek i Wacek (dramat)
Wicek i Wacek – komedia Zygmunta Przybylskiego w czterech aktach ogłoszona w 1886.

## Treść
Bohaterami są dwaj synowie lokalnego właściciela ziemskiego, urwisy o złotym sercu: Wicek i Wacek, którzy ratują majątek sąsiada przed przejściem w ręce niemieckiego kolonisty.

## Spektakl radiowy
W 1959 r. w Teatrze Polskiego Radia wyemitowano spektakl Wicek i Wacek w adaptacji i reżyserii Rudolfa Ratschki.

## Spektakl telewizyjny
W 1969 r. w Teatrze Telewizji wyemitowano spektakl Wicek i Wacek w reżyserii Józefa Słotwińskiego.